# Milcoro
Milcoro (en griego, Μίλκωρος) fue una antigua ciudad griega de la península Calcídica. 
Es citada en un fragmento de Teopompo recogido por Esteban de Bizancio donde se la define como una ciudad calcídica en Tracia.
Perteneció a la liga de Delos puesto que aparece en los registros de tributos a Atenas entre los años 435/4 y 433/2 a. C. Es probable que fuera una de las ciudades que se rebelaron contra Atenas en el año 432 a. C. pero se desconoce su localización exacta.